# Jun Miyake

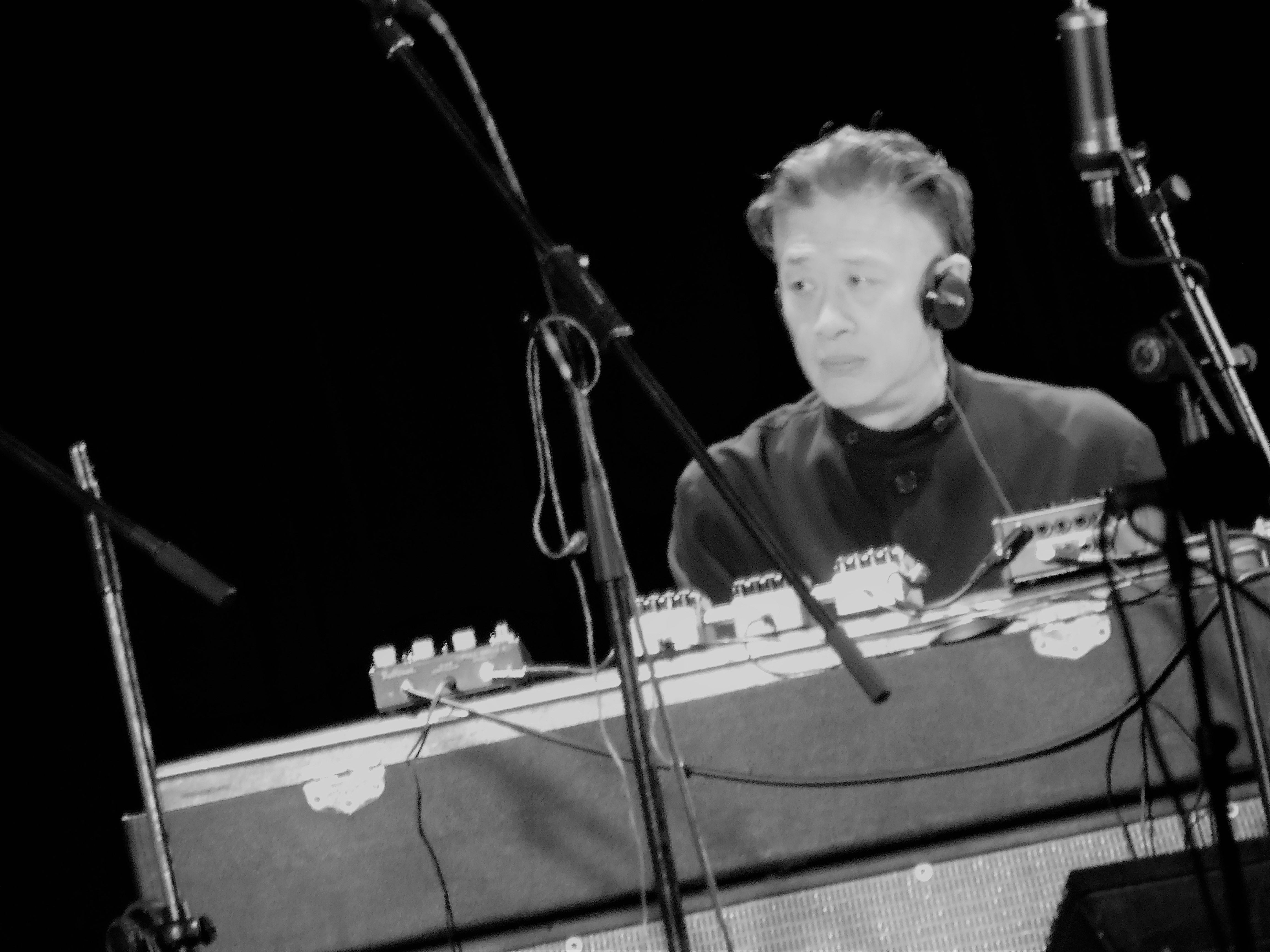
Jun Miyake im Ibirapuera Park (2017)

Jun Miyake (jap. 三宅 純, Miyake Jun ; * 7. Januar 1958 in der Präfektur Kyōto, Japan) ist ein japanischer Jazzmusiker und Komponist, der in Paris lebt. Er spielt neben der Trompete auch Flügelhorn und Klavier. Sein Musikstil ist stark beeinflusst von Chanson und Bossa Nova. Er ist auch im Filmbereich tätig.

## Leben und Wirken
Miyake wurde in Kyōto geboren und wuchs in Kamakura auf. Von 1976 bis 1980 studierte er, gefördert durch Terumasa Hino, am Berklee College of Music in Boston, Massachusetts. Nach dem Studium kehrt Miyake nach Japan zurück und arbeitete u. a. als Komponist von Musik für Werbespots. Für diese Jingles erhielt er zahlreiche Preise; daneben legte er seit 1983 regelmäßig Jazz-Alben in Japan vor, die ihn nach CD-Kritik „zu einem der wichtigsten Vertreter der Jazz-Szene von Tokyo“ werden ließen. Mit Arto Lindsay und Vinicius Cantuária arbeitete er öfter zusammen. Er verfasste auch die Musik für verschiedene Film- und Theaterproduktionen, u. a. für Pina Bausch und Robert Wilson. 1993 trat er mit dem Ensemble von Seigen Ono auf dem Montreux Jazz Festival auf, 2003 mit eigener Band beim JazzFest Berlin. Für den 2016 erschienenen Film Norman komponierte Miyake die Musik. 2019 war er musikalisch an Das Rätsel (Les Traducteurs) beteiligt.
Seit 2005 lebt Miyake in Paris.

## Auszeichnungen
Sein Album Stolen from Strangers erhielt den Preis der Deutschen Schallplattenkritik und wurde von der Zeitschrift Jazz thing zum „Album des Jahres 2008“ ernannt.

## Diskografie (Auswahl)
- 2018 Lost Memory Theatre-Act 3 (Yellowbird Records)
- 2014 Lost Memory Theatre-Act 2 (Yellowbird Records)
- 2013 Lost Memory Theatre-Act 1 (Yellowbird Records)
- 2010 Ludic (Yellowbird Records), zusammen mit der französischen Sängerin Sublime
- 2007 Stolen from Strangers (drape/VideoArts music inc.)
- 2000 Innocent Bossa In The Mirror (Beam Exotica/tropical records/night&day), zusammen mit Arto Lindsay
- 2000 Mondo Erotica (Beam Exotica/Tropical Music/night&day)
- 1999 Glam Exotica! (Beam Exotica/tropical records/night&day)

## Filmografie
- 2016: Norman (Norman: The Moderate Rise and Tragic Fall of a New York Fixer)